# 约旦内战
約旦內戰，又稱黑色九月（羅馬化：Aylūl Al-Aswad），是約旦國王侯赛因·本·塔拉勒領導的約旦軍隊與亚西尔·阿拉法特領導的巴勒斯坦解放組織（簡稱：巴解組織）之間的一場武裝衝突，主要衝突時間為1970年9月16日至27日，但在某些地區一直持續到1971年7月17日。
第一次中东战争以及1967年六日戰爭爆發後，大批巴勒斯坦難民來到约旦避難，在阿拉法特的領導下成立了巴解組織，並不斷針對以色列開展武裝鬥爭，導致約旦河西岸被以色列占領。這引發以色列越境打擊報復，從而爆發大規模的卡拉梅之戰。在戰爭中，约旦和巴勒斯坦聯軍的勝利讓約旦激進派成員急遽增加。而通過招募新成員和財政援助，巴解組織影響力在阿拉伯世界急劇擴大。到了1970年代初，巴解組織內部出現聲音希望推翻哈希姆家族，並曾經兩度刺殺約旦國王。約旦國王決定清除約旦境內的巴解組織勢力。最後巴解組織戰敗並遷移到黎巴嫩境內，後導致1975年開始的黎巴嫩內戰。

## 简介
1967年约旦失去对西岸的控制权后，被称为“敢死队”的巴勒斯坦武裝将其基地迁往约旦，并加强了对以色列和以色列占领的领土的攻击。以色列对位于约旦与西岸边界沿线的约旦城镇卡拉梅的巴解组织营地发起报复，随后双方冲突升级扩大。在1968年卡拉梅之戰中，巴勒斯坦人联合约旦对抗以色列，阿拉伯联军取得了部分胜利（虽然巴勒斯坦人的作用很有限）。因此侯赛因国王对巴勒斯坦流亡者表示赞许和支持，约旦和阿拉伯世界其他地区也对巴勒斯坦敢死队加以支持。在侯赛因坚定不移的支持下，巴解组织在约旦的力量不断壮大。但到1970年初，巴解组织内部的一些团体开始公开要求推翻哈希姆家族。
作为一个受國際認可的巴勒斯坦人民合法代表，巴勒斯坦解放组织无视当地的法律和法规行事，甚至两次试图暗杀侯赛因国王。最终导致他们与约旦皇家军队在1970年6月发生直接冲突。侯赛因想把敢死队赶出约旦，但他犹豫不决，不敢出手。巴解组织在约旦的行动以9月6日发生的道森機場劫機事件而告终，在这次事件中，解放巴勒斯坦人民阵线（簡稱：人陣）劫持了三架民用飞机，并强行在扎尔卡降落，劫持了外国国民作为人质，后来在国际媒体面前炸毁了飞机。侯赛因认为这是最后一根稻草，命令军队向巴勒斯坦激进分子进军。
9月17日，约旦王国陆军包围了包括安曼和伊爾比德在内的有大量巴解组织人员驻扎的城市，并开始炮击敢死队設於巴勒斯坦難民營的據點。第二天，有巴勒斯坦解放军标志的叙利亚军队进行了干预，以支持敢死队。叙利亚军队向伊爾比德推进，一個被敢死队占领并宣布为“已解放”的城市。9月22日，在约旦发动空袭，给叙利亚造成重大损失，使其撤出伊尔比德。阿拉伯国家（如伊拉克）的压力越来越大，侯赛因不得不停止战斗。10月13日，他与阿拉法特签署了一项协议，对约旦境内的敢死队员进行管制。然而，约旦军队于1971年1月再次发动进攻，敢死队员被逐一赶出城市，直到7月在阿傑隆附近的一片森林中於阿傑隆攻勢中被包围后，2000名敢死队员投降，标志着冲突结束。
约旦允许巴勒斯坦人经叙利亚前往黎巴嫩，敢死队后来参加了1975年的黎巴嫩內戰。黑色九月组织是在冲突后成立的，目的是对约旦当局进行报复，该组织的第一次攻击是1971年暗杀总理Wasfi Tal，他指挥了驱逐敢死队的部分行动。随后，该组织转向攻击以色列目标，包括發生於1972年西德慕尼黑奧運會上的慕尼黑惨案，事件中11名以色列运动员遇害。

## 背景

### 在约旦的巴勒斯坦人
1951年約旦吞併約旦河西岸后，约旦将其公民身份授予西岸的巴勒斯坦人。西岸和约旦的总人口由三分之二的巴勒斯坦人（西岸三分之一，东岸三分之一）和三分之一的约旦人组成。约旦为巴勒斯坦人提供了相当于议会一半的席位，巴勒斯坦人在国家各部门享有平等的机会。这种人口结构的变化影响了约旦的政治。在控制西岸期间，由于担心国内世俗民族主義情绪的上升可能会颠覆自己的政权，与纳赛尔政权对伊斯兰激进分子的强硬立场不同，约旦王室对伊斯兰激进组织采取了容忍甚至鼓励的立场；这导致在约旦王室治下，哈马斯的前身巴勒斯坦穆斯林兄弟會的发展未如在纳赛尔政权治下那样受到太大影响。
侯赛因國王认为，巴勒斯坦问题仍将是该国首要的国家安全问题；他担心一個由巴解组织管理的西岸独立地區将威胁到他的哈希姆王国的自治权。巴勒斯坦各派别得到了许多阿拉伯国家政府的不同支持，其中最主要的是埃及总统贾迈勒·阿卜杜-纳赛尔给予了他们政治支持。
巴勒斯坦民族主义组织“法塔赫”于1965年1月开始组织对以色列的越界攻击，经常引来以色列对约旦的严厉报复。1966年11月13日以色列发动的“薩穆事件”就是这样的一次报复，因为三名以色列士兵被法塔赫的一枚地雷炸死。以色列对约旦控制的西岸城镇As-Samu的袭击给约旦造成了重大伤亡。以色列作家Avi Shlaim认为，以色列对错误的對象进行了不符比例的過度报复，因为以色列领导人从与侯赛因的交往中知道，他正在竭尽全力阻止这种攻击。侯赛因觉得自己被以色列人出卖了，而此次事件在当地引起了激烈的批评。有人认为，这促使他在1967年决定加入埃及和叙利亚对以色列的战争，1967年6月，以色列在六日战争中从约旦手中夺取了西岸。

### 卡拉梅的巴勒斯坦解放組織

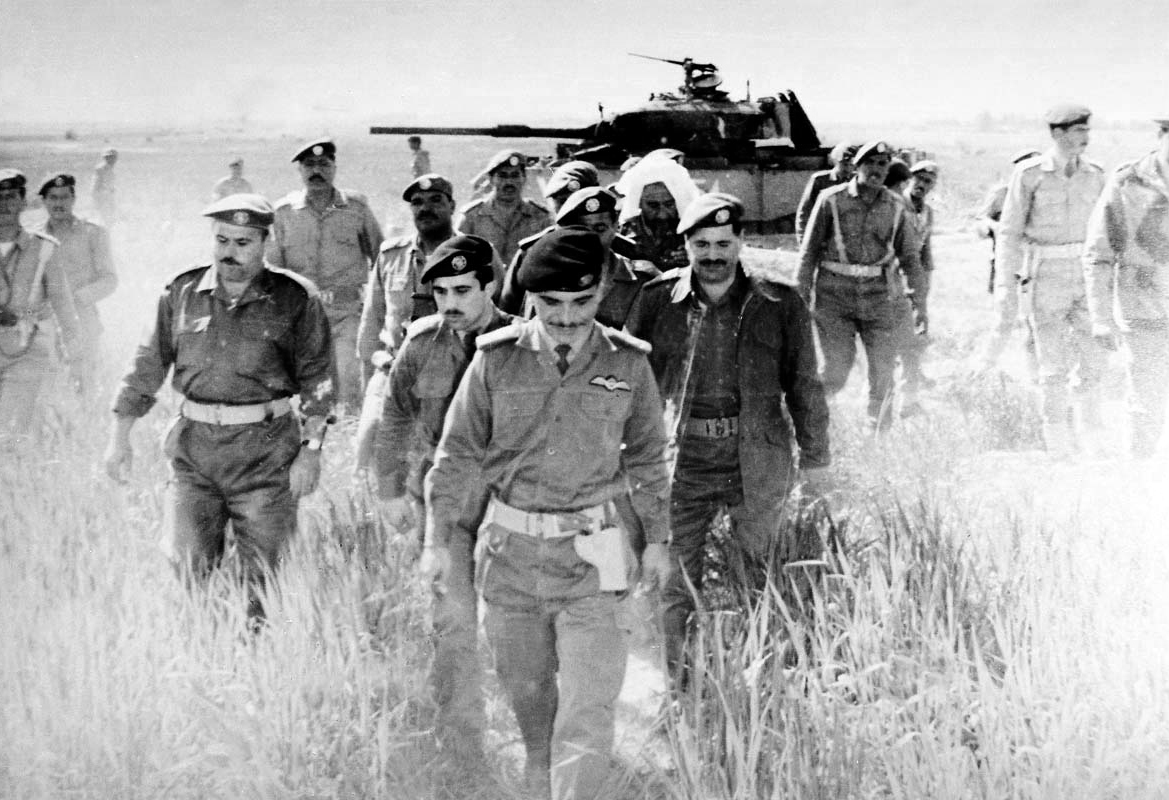
1968年3月21日，侯赛因国王在卡拉梅之戰中检查了一辆被遗弃的以色列坦克。此战被认为是巴勒斯坦和约旦的联合胜利，导致约旦对敢死队的支持激增。

在约旦失去西岸后，巴解组织领导下的法塔赫从约旦领土上加强了对以色列的游击行动，将边境城镇卡拉梅作为其总部。1968年3月18日，一辆以色列校车在阿拉伯谷的Be'er Ora附近被一枚地雷炸毁，造成两名成人死亡，10名儿童受伤，这是法塔赫在三个多月内的第38次行动。3月21日，以色列國防軍部队进入约旦，对卡拉梅发动了报复性攻击，这场战斗持续了一天。巴解组织约有200人伤亡，另有150人被俘；40—84名约旦士兵也被打死。以色列的损失约为30人死亡，69—161人受伤，他们还留下了几辆车。
戰鬥後双方都宣布了胜利。以色列实现了摧毁卡拉梅营地的目标，但未能抓住阿拉法特，而约旦和巴解组织则给以色列造成了相对沉重的伤亡。虽然巴勒斯坦人在對以色列的打擊方面只取得了有限的成功，但侯赛因国王还是把功劳歸於他們。巴解组织利用这场战役在阿拉伯世界的广泛赞誉和认可来确立自己的民族主张。卡拉梅行动也突出了约旦河附近基地的脆弱性，因此巴解组织将其基地转移到了更远的山区。以色列进一步以居住在约旦平民中的巴勒斯坦好战分子为目标，引起了约旦和游击队之间的摩擦。
巴勒斯坦人和阿拉伯人普遍认为这场战役是对以色列国防军心理上的胜利，在这之前，以色列国防军一直被认为是“不可战胜的”，戰後加入游击队的人数激增。法塔赫报告说，在卡拉梅事件发生后48小时内，有5,000名志愿者申请加入。到3月下旬，约旦有近20,000名敢死队。伊拉克和叙利亚为数千名游击队提供了培训方案。以科威特为首的波斯灣阿拉伯國家通过对其数万名巴勒斯坦居民工人的工资征收5%的税来为他们筹集资金，仅在黎巴嫩的一次筹款活动就从首都贝鲁特筹集到50万美元。巴勒斯坦组织也开始保证为所有在战斗中阵亡的游击队成员的家属提供终身支持。在战斗后的一年内，法塔赫在大约80个国家有了分支机构。战斗结束后，法塔赫在埃及获得了对巴解组织的控制权。
来自叙利亚和黎巴嫩的巴勒斯坦人敢死队开始向约旦聚集，主要是在首都安曼。在约旦的巴勒斯坦飛地和难民营中，警察和军队正在失去权威。Al-Wehdat難民營和Jabal el-Hussein難民營被称为“独立共和国”，敢死队通过建立由身穿制服的巴解组织武裝分子控制的地方政府，建立行政自治，设立检查站，并试图向平民勒索“税收”。

### 七点协议
1968年11月初，约旦军队攻擊了一个名为“Al-Nasr”（意为胜利）的敢死队团体，该团体之前袭击了约旦警察。并非所有巴勒斯坦人都支持Al-Nasr的行动，但约旦的反应是为了彰显约旦王国的绝对权威。事件发生后，侯赛因国王和巴勒斯坦组织立即达成了七点协议，限制了针对约旦政府的非法的敢死队行为。
巴解组织拒绝履行协议，越来越多地被视为约旦境内的另一个国家。1969年2月，法塔赫的亚西尔·阿拉法特取代艾哈迈德·舒凯里成为巴解组织的领导人。1969年3月，侯赛因前往美国与美国新任总统理查德·尼克松会谈。他主张以色列遵守联合国安全理事会第242号决议，要求以色列归还其1967年占领的领土，以换取和平。巴勒斯坦各派别对侯赛因持怀疑态度，因为这意味着他对以色列的武力抵抗政策的撤销，而华盛顿声称，一旦冲突解决，侯赛因就能清算其国内的敢死队运动，这进一步加深了人们的怀疑。
法塔赫主张不干涉其他阿拉伯国家的内部事务。然而，尽管法塔赫接管了巴解组织的领导权，但更激进的巴勒斯坦左翼派別拒绝遵守这一政策。到了1970年，乔治·哈巴什领导的解放巴勒斯坦人民阵线（人陣，PFLP）和纳耶夫·哈瓦特迈赫领导的解放巴勒斯坦民主陣線（民陣，DFLP）开始公开质疑哈希姆君主制的合法性，并要求推翻其政权，以革命政权取而代之。其他激进团体包括叙利亚复兴党的闪电突击队组织和伊拉克复兴党的阿拉伯解放阵线：他们认为侯赛因是“西方帝国主义的傀儡”、“反动派”和“犹太复国主义的工具”。他们声称通往特拉维夫的道路要经过安曼，他们试图把安曼变成阿拉伯世界的河内。他们还以挑衅性的反宗教言论和行动煽动保守派和宗教情绪，例如在清真寺的墙上贴上马克思主义和列宁主义的标语。
根据Avi Shlaim的说法，他们的权力越来越大，同时也越来越傲慢无礼。他引述一名觀察者對約旦巴解組織的描述：
他们吵吵嚷嚷地在安曼周围开着載滿武器的吉普车，就像一支占领军一样；他们向個別人士勒索钱财，有时是向外国人，就在他們的家里和公共场所；他们无视常规交通规则，不登记和不為车辆取许可证，拒绝在军队检查站停车；他们吹嘘自己对以色列的命运的作用，贬低约旦军队的价值。他们在远离战场的安曼的存在看起來像是对政权的挑战。
巴勒斯坦人声称，在敢死队中存在着许多来自约旦或其他安全部门的反間臥底，他们故意试图破坏政治关系并为镇压提供理由。約旦方面表示经常发生绑架和针对平民的暴力行为：約旦王室法院院长（后来的首相）Zaid al-Rifai声称，在一个极端的例子中，“敢死队杀害了一名士兵，将其斩首，并在他曾经居住的地区用他的头踢足球”。

### 十点训令和六月冲突
这种情况使侯赛因陷入了一个严重的两难境地：如果他用武力驱赶敢死队，他就会疏远自己在约旦和阿拉伯世界的巴勒斯坦人；如果他拒绝采取行动反击敢死队，他将失去约旦人的尊重，更严重的是，他将失去军队这个政权的骨干力量的尊重，而军队已经开始向侯赛因施压，要求对他们采取行动。1970年2月，侯赛因国王在开罗拜访了埃及总统纳赛尔，争取到了他的支持，采取更加强硬的立场来对付敢死队，纳赛尔也同意影响敢死队使他們停止破坏侯赛因政权。回国后，他发表了一份限制巴勒斯坦组织活动的十点训令，其中包括禁止下列行为：公开携带武器、在村庄里储存弹药、未经政府同意举行示威和集会。敢死队对这些旨在遏制其权力的努力作出了激烈的反应，这导致侯赛因退让并冻结了新的规定；他还妥协同意了敢死队的要求，解雇了被认为是反巴勒斯坦的內政部長Mohammad Rasoul Al–Kailani。
利比亚、沙特阿拉伯和科威特等国公开支持敢死队，给约旦送来了财政补贴，使侯赛因陷入了困境，在侯赛因看来，除了美国和以色列之外，没有任何外部势力支持他，但这将成为敢死队对他的宣传的助推剂。1970年2月17日，美国驻特拉维夫大使馆向以色列转达了侯赛因的三个问题，询问如果约旦选择与敢死队对抗，以色列的立场。以色列对侯赛因作出了肯定的答复，并承诺如果约旦从边境撤军以應對與敢死隊間的潛在对抗，他们不会從中占便宜。
6月3日，以色列炮兵和空军袭击了伊爾比德，作为对敢死队袭击貝特謝安的报复，造成1名士兵死亡，以及平民7死，26伤。约旦军队进行了报复，22年来第一次炮击了提比里亞；侯赛因下令进行炮击，但他意识到这是一个危险的暴力循环的开始。因此，他通过美国驻安曼大使馆要求与以色列停火，以争取时间，以便采取强有力的措施对付敢死队。在给以色列的电文中说：“约旦政府正竭尽全力防止敢死队对以色列的火箭弹袭击。国王对火箭弹袭击深表遗憾。约旦军队根据命令，将射杀任何企图发射火箭弹的敢死队，6月3日晚，敢死队领导人再次被告知，违者将被当场击毙。”在美国的压力下，以色列接受了侯赛因的要求。
1970年夏天，约旦军队開始對與敢死队之间的冲突失去耐性。在敢死队的挑衅下，一个坦克营在没有得到安曼的命令的情况下，从约旦河谷出发，打算对他们进行报复。国王和第3装甲师师长谢里夫Shaker亲自出面干预，用汽车堵住了道路，才阻止了他们的进攻。
6月7日，敢死队和军队在扎尔卡再次爆发战斗。两天后，敢死队向約旦情报总局（Mukhabarat）总部开火。事发后，侯赛因前往情报总局总部访问，但他的车队遭到了敢死队的猛烈射击，打死了他的一名警卫。军队的貝都因部队对刺杀国王的企图进行了报复，炮击了Al-Wehdat和Jabal el-Hussein营地，事件升级为持续三天的冲突。以色列军队的一次会议商討了在约旦发生的事件；据以色列军情局局长说，安曼约有2000名敢死队武装的迫击炮和喀秋莎火箭炮。侯赛因的顾问们意见不一：一些人敦促他解决敢死队，而另一些人则要求克制，因为只有以数千人的生命为代价才能取得胜利，这对他们来说是不可接受的。侯赛因叫停了戰鬥，該三日的衝突造成包括平民在内，300死，700傷。
侯赛因和阿拉法特宣布停火，但解放巴勒斯坦人民阵线不遵守停火。人阵立即在安曼的两家旅馆扣留了约68名外国人作为人质，威胁说，如果谢里夫Shaker和谢里夫Nasser不被解职，約旦特種部隊不解散，就把人質和建筑物一起炸掉。阿拉法特不同意人阵的做法，但由于担心舆论，只好乖乖地配合。侯赛因妥协了，他任命被认为是温和派将军的马舒尔·哈迪塔·贾兹为陆军参谋长，任命阿卜杜勒穆尼姆-里法伊为总理，而他的政府中又有六名巴勒斯坦人担任部长。美國尼克松总统的安全顾问亨利·基辛格对约旦事件作了如下评估：
哈希姆政权的权威和威信将继续下降。约旦的国际信誉将进一步受到损害……敢死队在行动自由度的增大必然会导致约旦河谷的停火遭到更严重的破坏……侯赛因面临着不确定的政治前途。
1970年6月成为约旦的哈希姆君主制政权最不确定的时期之一，因为大多数外国外交官认为，当前事件对敢死队有利，君主制的垮台只是时间问题。尽管侯赛因很有信心，但他的家族成员却开始怀疑这种情况还會持续多久。侯赛因·本·阿里（麥加謝里夫）的兒子，72岁的扎伊德·本·侯赛因亲王6月访问安曼，与侯赛因一起住在王宫里，他看到了侯赛因对此事的处理，临走前对儿子说，他认为侯赛因是“他所见过的最真诚、最能干、最勇敢的哈希姆人”，也是“所有哈希姆国王中最伟大的领袖。”
7月10日，侯赛因与阿拉法特签署了另一项停火协议。该协议承认约旦境内的敢死队的存在并使其合法化，并设立了一个委员会来监测敢死队的行为。7月，根据联合国安全理事会第242号决议，公布了由美国提出的以巴冲突罗杰斯计划。Nasser和侯赛因接受了这一计划，但阿拉法特于7月26日拒绝了这一计划，声称这是清算他的运动的一个手段。人阵和民阵更不妥协，强烈反对这一计划，并谴责Nasser和侯赛因。同时，8月7日，埃及与以色列达成停火，正式结束了埃以消耗战争。8月15日，据称阿拉法特说：“我们已经决定将约旦变成所有阴谋家的墓地，阿曼将成为革命的河内。”自相矛盾的是，阿拉法特曾告诫哈巴什和哈瓦特迈赫，即人阵和民阵的领导人，不要挑衅当局政权，因为该政权享有军事优势，可以随时终止他们在约旦的存在。但他的呼吁没有得到响应，他们开始更公开地呼吁推翻哈希米特人，作为“发动解放巴勒斯坦的人民战争的前奏”。

## 黑色九月

### 道森機場劫機事件

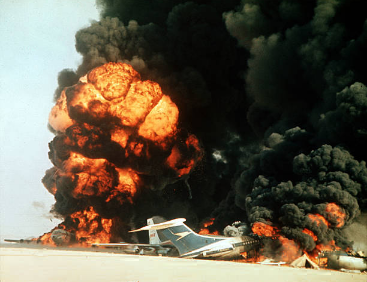
9月12日，劫機事件中被人陣挾持的飛機在國際媒體面前被炸毀

9月1日，侯赛因的车队在三个月内第二次遭到炮火袭击，引发了军队和敢死队在安曼的冲突。9月6日，三架飞机被解放巴勒斯坦人民阵线劫持：瑞士航空和環球航空的飞机在约旦阿兹拉克降落，一架泛美航空的飞机被飞往埃及开罗，乘客下机后立即被炸毁。在约旦降落的两架飞机上有310名乘客；人阵威胁说，如果不释放欧洲和以色列监狱裏的敢死队，就炸毁这两架飞机。9月9日，第三架飞机被劫持到约旦：一架来自巴林的英國海外航空的航班上有115名乘客，被改道前往約旦扎尔卡。人阵宣布，劫机事件的目的是“为了引起对巴勒斯坦问题的特别关注”。9月12日，在371名人质被带離飛機后，飞机在国际媒体面前被戏剧性地炸毁。然而，其中54名人质被该组织扣留了约两周。阿拉伯政权和阿拉法特对劫机事件不满意；后者认为劫机事件对巴勒斯坦问题造成了更大的伤害。但阿拉法特无法與劫机事件撇開關係，这也是由于阿拉伯舆论的原因。
9月9日，被认为是亲巴勒斯坦的新任命的陆军参谋长Al-Jazy在劫机危机中辞职，由已退休的Habis Majali接替。一个月前被任命的情报主任Natheer Rasheed声称Al-Jazy得到了20万約旦第納爾的报酬，並稱他的辞职信是巴解组织写的。Shlaim声称，前奏包括三个阶段：“和解、遏制和对抗”。他认为，侯赛因是有耐心的，这样他就可以证明他已经尽了一切可能避免流血，而对抗是在用尽了所有其他选择之后，在公众舆论（包括国际和地方舆论）对敢死队的态度发生了倾斜之后才会出现。

### 约旦陆军的进攻
9月15日晚，侯赛因召集他的顾问们在安曼西郊Al-Hummar官邸召开紧急会议，Amer Khammash、Habis Majali、Sharif Shaker、Wasfi Tal和Zaid al-Rifai等人出席了会议；一段时间以来，他们一直在敦促侯赛因整顿敢死队。陆军将领们估计，军队需要两三天时间才能将敢死队赶出主要城市。侯赛因于次日解散文官政府，任命忠于巴勒斯坦的穆罕默德沙·阿爾-阿巴西为军政府首脑，从而宣布戒严。其中一個獲任於軍政府的官員是來自情報局的Adnan Abu Odeh，日後他問及侯赛因其做過最艱難的決定，侯赛因回答：“決定要夺回我的首都”。
9月17日，第60装甲旅从不同的方向进入首都安曼，用坦克、大炮和迫击炮炮轰击了敢死队派驻扎的Wehdat和Hussein难民营。敢死隊準備充足並頑强地抵抗攻擊，戰鬥於之後的十天無間斷地持續。軍方同時包圍和攻擊其他敢死隊控制的城市，包括伊爾比德，傑拉什，薩爾特和扎尔卡。侯赛因的将军们估计的三天时间无法实现，随后的僵局导致阿拉伯国家加强了对侯赛因的压力，要求他停止战斗。

### 外国干涉
约旦担心外国干涉支持敢死队，而實際上很快就出现了这种情况。9月18日，来自叙利亚的一支带有巴勒斯坦解放军标志的部队向伊爾比德进军，而敢死队早前宣布伊爾比德为“已被解放”的城市。第40装甲旅在激战后阻挡了叙利亚部队的前进。叙利亚的第二次、规模更大的入侵也在同日发生：由第5步兵师的两个装甲旅和一个机械化步兵旅以及约300辆坦克组成。虽然叙利亚的坦克上有解放军的标志，但部队是叙利亚军队的正规军。叙利亚没有就这一情况发表任何声明，但人们认为，叙利亚干预的目的是为了帮助敢死队推翻約旦君主政權。另一种試圖解释的説法是，叙利亚想在约旦北部为敢死队创造一个避难所，从那里他们可以与侯赛因谈判。
此外，还有人担心伊拉克的干涉，自1967年六日战争后，伊拉克陸軍的一个17000人的第3装甲师就一直留在约旦东部。伊拉克政府同情巴勒斯坦人，但不清楚该师是否会为了支持敢死队而卷入冲突。因此，约旦第99旅被調派至监视伊拉克部隊。
侯赛因在叙利亚入侵的当晚安排了一次内阁会议，让他们决定约旦是否应该寻求外国干预，会议上出现了两派，一派部长赞成英国或美国进行军事干预，另一派则认为这是阿拉伯国家的事情，应该在内部处理。前一派占了上风，因为约旦正面临着生存的威胁。英国拒绝军事干预，因为担心卷入全区性的冲突；出现了“约旦现時的情況不是一个可行的国家”等论调。英国内阁随后决定将侯赛因的要求转达给美国。美國總統尼克松和他的安全顧問基辛格对侯赛因的要求表示接受。尼克松命令美國陸軍第82空降師進入全面戒備狀態，以及海军第6舰队驻扎在约旦附近的以色列海岸附近，到9月19—20日，美国海军在东地中海集中了一支强大的力量，其正式任务是保护美国在该地区的利益，并应对巴解组织军队在约旦抓获约54名英国、德国和美国公民的事件。后来，解密文件显示，侯赛因在凌晨3点打电话给一位美国官员，请求美国干预。“在叙利亚大规模入侵后，局势恶化得很危险。我请求美国立即进行陆上和空中的实际干预……以维护约旦的主权、领土完整和独立。現在迫切需要即時对从任何地方入侵的部队进行空袭，并进行空中掩护”。
以色列内阁会议在是否对约旦进行干预的问题上意见不一。部分人士，例如果尔达·梅厄，希望放下六日戰爭時的對立並支持約旦，而右翼人士則傾向讓約旦成爲巴勒斯坦人的國家。以色列军事指挥官亦准备了一份应急计划，以占领约旦领土，包括基列高地、卡拉克和亞喀巴，以防一旦約旦解体，伊拉克、叙利亚和沙特阿拉伯等邻国抢夺土地。9月22日，以色列在很不情愿的情况下进行了干预，让其空军飞越已经撤退的叙利亚部队，以示对侯赛因的支持，但没有交战。
当天，侯赛因命令约旦空军攻击叙利亚部队。事实证明，这一次空地联合攻势是成功的，叙利亚空军放弃加入是促成这次攻势的原因。这或许是叙利亚复兴党政府内部，叙利亚地区助理秘书（Assistant Regional Secretary of the Regional Command）萨拉赫·贾迪德和叙利亚空军指挥官哈菲兹·阿萨德之间的权力斗争所致。阿萨德在11月13日的纠正运动軍事政变后宣称掌权，伊拉克未入侵约旦被归因于伊拉克将军Hardan al-Tikriti承诺不干涉侯赛因，一年后他因此被暗杀。有人认为，伊拉克和叙利亚复兴党之间的对立是伊拉克不介入的真正原因。
空袭给叙利亚方造成了重大损失，9月22日下午，第5师开始撤退。

### 埃及斡旋
在对叙利亚军队取得胜利后，约旦军队持續炮击位于安曼的敢死队总部，并威胁要在国内其他地区也对其进行攻击。巴勒斯坦人损失惨重，部分指挥官被俘。另一方面，在约旦军队中，约有300人叛逃，其中包括馬哈茂德·達阿斯等高级军官。约旦首相穆罕默德沙·阿爾-阿巴西在受到利比亞總理穆阿迈尔·卡扎菲的压力下，於埃及代表约旦出席阿拉伯联盟紧急峰会時叛逃到利比亚。9月26日，侯赛因本人决定飞往埃及开罗，在那里他遭到阿拉伯领导人的敌视。埃及总统贾迈勒·阿卜杜-纳赛尔尔9月21日在开罗领导了阿拉伯聯盟第一次紧急峰会。阿拉法特的讲话引起了与会的阿拉伯国家领导人的同情。其他国家元首也站在侯赛因一边，其中有穆阿迈尔·卡扎菲，他嘲讽了侯赛因和他的精神分裂症父亲塔拉勒国王。9月27日，侯赛因和阿拉法特签署了由埃及总统纳赛尔促成的协议。纳赛尔次日因心脏病发作而去世。
约旦军队在接受埃及纳赛尔斡旋的停火协议之前，重新控制了国内的主要城市和路口，侯赛因任命巴勒斯坦人艾哈邁德·圖坎为首相，指示他“包扎伤口”。在停火后的这段时间里，侯赛因公开透露，约旦军队在安曼发现了约360个巴解组织的地下基地，约旦关押了2万名被拘留者，其中有“中国顾问”。

### 巴基斯坦训练团和伊朗游击队
巴基斯坦派往约旦的训练团团长穆罕默德·齐亚·哈克准将（后任巴基斯坦陆军参谋长兼总统）参与了约旦方面的训练。在“黑色九月”事件之前，齐亚在安曼驻扎了三年。据美國中情局官员傑克·奧康奈爾说，事件发生期间，齐亚被侯赛因派往北方评估叙利亚的军事能力。齐亚向侯赛因汇报，建议向该地区部署一个約旦空軍中队。奥康奈尔还说，在战斗中齐亚亲自率领约旦部队参加了战斗。
两个伊朗左派游击队组织——伊朗人民敢死游击队组织和伊朗人民聖戰者組織——参与了对约旦的冲突。他们“与巴解组织的合作特别密切，两个运动的成员甚至在黑色九月事件期间在约旦并肩作战，并在黎巴嫩的法塔赫营地接受训练。”

### 1970年及之后
侯赛因和阿拉法特于10月13日签署了另一项称为《安曼协定》（Amman agreement）的协定。该协定规定，巴解必须尊重约旦的主权，不得在公共场合穿戴制服或携带武器。然而，该协定中有一项条款要求约旦承认巴解组织是巴勒斯坦人的唯一代表；Wasfi Tal拒绝了这一条款。尽管安曼协定已經簽訂，哈巴什和哈瓦特梅依然继续他們對君主制政權的攻击。侯赛因任命Tal组建政府。Tal被认为是反巴勒斯坦的。然而他在前两次担任总理期间曾做出过亲巴姿态，Tal对阿拉法特持怀疑态度，因为他认为巴解组织集中力量反对约旦国，而不是反对以色列。有一次，Tal发脾气，对阿拉法特大喊：“你是个骗子，你不想和以色列作战！”Shlaim形容Tal是一个比侯赛因更不妥协的人物，很受军队的欢迎。
Tal上台后，军队、人阵和民阵之间发生了冲突。1971年1月，Tal对安曼至傑拉什公路沿线的敢死队基地发起进攻，军队于3月将他们赶出伊爾比德。4月，Tal命令巴解组织将其所有基地从安曼迁往阿傑隆和傑拉什之间的森林。7月，军队包围了阿傑隆和傑拉什地区最后剩下的2,000名敢死队员。在阿傑隆攻勢下，敢死队员最终投降，并被允许离开约旦前往叙利亚，约200名战士宁愿渡过约旦河向以色列军队投降，也不愿向约旦投降。在7月17日的新闻发布会上，侯赛因宣布约旦主权已经完全恢复，“现在已经没有问题了”。

## 战后

### 约旦
在冲突之后，Wasfi Tal的新文官政府开始对前政府的官僚机构和军队进行大规模的清洗，意图清除政府内游击队的支持者。大量的巴勒斯坦军官、官僚，甚至一些约旦人被赶出了工作岗位。同时，Tal对报纸媒体和政府内部的“破壞者”进行大规模逮捕。许多报社被关闭、许可证被收回，巴勒斯坦的编辑被拒之门外。事实证明，这些事件在约旦的历史上具有决定性的意义；它见证了一个独特的约旦身份的出现。这场冲突并不是约旦人和巴勒斯坦人的分裂造成的，因为冲突的两边都有巴勒斯坦人和约旦人。有評論認爲，1970年發生的戰鬥並非约旦與巴勒斯坦間分裂的結果，而是造成該分裂的起因。
侯赛因在面对巴叙联合挑战时的坚韧不拔，给西方和以色列留下了深刻的印象。尼克松下令向约旦提供1000万美元的援助，并要求国会再提供3000万美元。

### 巴解
黑色九月组织是法塔赫成员于1971年成立的，目的是在九月事件后进行报复行动和国际打击。1971年11月28日，该组织的4名成员在埃及开罗喜来登酒店（Sheraton Cairo Hotel）大堂暗杀了总理Wasfi Tal，当时他正在出席阿拉伯联盟首脑会议。该组织随后又对约旦以及中东以外的以色列和西方国家的公民和财产进行了其他打击，如1972年於西德慕尼黑奧運會对以色列运动员的大屠杀，通稱“慕尼黑惨案”。后来，由于巴解组织试图利用1973年的贖罪日戰爭并推行外交战略，“黑色九月”组织于1973—1974年被解散。法塔赫一直公开否认对“黑色九月”行动负责，但到了2000年代，一些法塔赫和“黑色九月”高级官员承认了这一关系。

### 黎巴嫩
战后，巴解组织失去了主要行动基地。巴解组织转移到黎巴嫩南部并壮大，以色列—黎巴嫩边境上的战斗加剧，激起了黎巴嫩的内部动荡，巴解组织的战斗人员大大增加了黎巴嫩民族运动的力量，而黎巴嫩民族运动是一个由穆斯林、阿拉伯民族主义者和左派人士组成的联盟，他们反对馬龍尼派主导的右派政府。这些事态发展促使黎巴嫩內戰爆发，而巴解组织最终将被驱逐到突尼西亞。